# 765

765(칠백육십오)는 764보다 크고 766보다 작은 자연수다.

## 수학
- 합성수로, 그 약수는 총 12개다. (1, 3, 5, 9, 15, 17, 45, 51, 85, 153, 255, 765)
  - 765의 진약수의 합은 639이므로, 765는 부족수다.
- {\displaystyle 765=15\times 51}
  - {\displaystyle ab\times ba}의 꼴로 나타낼 수 있는 수열의 15번째 수다. 이 수열의 앞의 수는 574, 다음 수는 976이다. (OEIS의 수열 A061205)
  - {\displaystyle ab\times ba}의 꼴로 나타낼 수 있는 수열의 51번째 수다. 이 수열의 앞의 수는 250, 다음 수는 1300이다. (OEIS의 수열 A061205)
- {\displaystyle 765=6^{2}+27^{2}=18^{2}+21^{2}}
  - 서로 다른 두 자연수의 제곱합으로 나타내는 방법이 두 가지인 수다.
  - 연속하는 두 개의 {\displaystyle 3n}({\displaystyle n}은 자연수)인 18과 21의 제곱합으로 나타낼 수 있으며, 이 성질을 지닌 앞의 수는 549, 다음 수는 1017이다.
- {\displaystyle 765=3^{6}+6^{2}}
- {\displaystyle 2^{24}-1}은 765로 나누어떨어진다.

## 과학
- NGC 765(영어판): 양자리 방향에 있는 중간나선은하.

## 교통

### 철도
- 니켈 플레이트 765(영어판): 미국의 증기 기관차.

### 도로
- 주도 제765호선
- 현도 제765호선

## 군사
- 765 해군 항공대(영어판): 과거 존재한 영국의 해군 항공대.
- 제765해군항공대(일본어판): 일본 제국의 해군 비행단.
- U-765(영어판): 제2차 세계 대전에 사용된 나치 독일의 군용 잠수함.

## 문화유산
- 대한민국의 보물 제765호: 대불정여래밀인수증요의제보살만행수능엄경(언해)

## 방송
- AM 765kHz
  - 일본 야마나시 방송 고후 방송국의 주파수.
    - 765morning(일본어판), 765MUX(일본어판): 야마나시 방송의 라디오 프로그램.
    - 야마나시 방송에서는 현 주파수의 통일을 기념하여 765를 딴 상품을 판매하고 있다.

  - 일본 야마구치 방송 슈난 방송국, 후지요시다 중계국, 오쓰키·우에노하라 중계국의 주파수.

## 기타
- 연도: 765년, 기원전 765년
- 일본의 게임 기업 남코의 숫자 고로아와세. 《아이돌마스터》에 등장하는 가공의 예능 프로덕션인 765 프로덕션도 여기서 유래했다.

## 같이 보기
- 573
- 700